# Оливейренсе
«Оливейре́нсе» (порт. União Desportiva Oliveirense) — португальский футбольный клуб, базирующийся в Оливейра-ди-Аземейш, округ Авейру, клуб выступает в лиге Онра. Был основан 25 октября 1922 года. Домашние матчи проводит на стадионе «Карлос Осорио», вмещающем 4 000 зрителей.

## История
«Оливейренсе» всего один раз участвовал в чемпионате Португалии по футболу: в сезоне 1945/1946 клуб занял последнее место в турнире и вылетел в низший дивизион. В сезоне 2012/2013 клуб играет в Лиге Онра, по итогам сезона 2011/2012 занял 7-е место.